# Häggesleds kyrka
Häggesleds kyrka är en kyrkobyggnad som sedan 2002 tillhör Järpås församling (tidigare Häggesleds församling) i Skara stift. Den ligger i den sydvästra delen av Lidköpings kommun.

## Den gamla kyrkan

### Den ursprungliga byggnaden
Den äldre kyrkobyggnaden låg på samma plats som den nuvarande och bestod av ett rektangulärt långhus med lägre och smalare rakslutet kor, samt sakristia i norr. Byggnaden var uppförd av med mejsel finhuggen grå sandsten i jämna 20 centimeter höga skift. Murarna vilade på en skråkantad sockel av sandsten, liknande de i Husaby kyrka. På långhusets södra och västra sidor fanns portaler. Den södra långhusväggen, vilken troligen var huvudingång, hade en i sten skulpterad omfattning med sicksackornerad rundbåge av samma typ som Skalunda kyrka, samt med tympanon. Delar av denna, ett överstycke, finns inmurat i det nuvarande tornet. Även den västra var rundbågig med tympanon, i liknande konstruktion som Skalundas västra portal. Dörröppningen stängdes med en järnbeslagen dörr. Av denna fanns endast portklappen bevarad som var i form av en ring med två drakhuvuden. Till den ursprungliga kyrkan hörde en dopfunt av sandsten daterad till 1100-talet. Dopfunten såldes dock till Hellekis säteri på Kinnekulle år 1825 . På en teckning av kyrkan från sydväst i Johan Peringskiölds Monumenta från 1670-talet finns ett vapenhus i trä, knuttimrat med rektangulär dörröppning, framför sydportalen. Långhuset hade ett fönster som var upptaget senare av storleken att döma. Även koret har ett fönster på södra väggen vilket inte heller kan vara ursprungligt.

### Senare förändringar
Sakristian uppfördes i sten år 1736 i norr med murarna stötande intill koret. På 1740-talet byggdes ett nytt vapenhus i sten. Under denna period tillkom altarprydnad och predikstol .  

### Klockor och stapel
Kyrkan har två medeltida klockor.
- Storklockan härstammar från Råda kyrka och är gjuten 1533 av en anonym gjutare. Den har en inskrift på latin, som i svensk översättning lyder: Jag prisar den sanne Guden, ropar fram folket, samlar prästerskapet. 1533 [göts jag] aftonen före Johannes döpares dag. Jesus..
- Lillklockan är av en något tidigare senmedeltida typ. Den saknar inskrift.[4]
- Stapeln stod på en storhög strax nordväst om kyrkan och finns avbildad på teckningen från 1670-talet. Möjligen är det samma backe som blev förstörd vid ombyggnaden av kyrkan 1748. Klockstapeln var öppen med sadeltak. Här hängde åtminstone den ena klockan. Klockstapeln revs och ny uppfördes 1725, som stod kvar in på 1860-talet [5]. När Johan Hadorph besökte platsen omkring 1670 har han noterat: Denna kyrkia ligger på en backe, som slutar af på alla sijdor, klockstapeln ståår på en ättebacke nord väst på kyrkiegården, hvarest lijkast är en förnem man i hedendomen begrafven [6].

### Medeltida gravmonument
Den så kallade Kung Hägges grav är en romansk gravvård i sandsten, en så kallad Eskilstunakista. Den utgörs av två rikt ornerade gavelstycken och mellan dem förenad med en smal liggande sten försedd med stavkors. Gravmonumentet i Häggesled har dels ansetts som en utveckling av Eskilstunakistorna vid Husaby kyrka, alternativt som en inhemsk prototyp till Husabymonumentet där stavkyrkosnidarna utfört gravvården . Men i jämförelse med Husabygraven har den liggande stenen i Häggesled mindre karaktär av gravkista då dess bredd är drastiskt mindre. Gavlarna har den toppiga formen medan korset på ena gaveln uthuggits i hög relief och på dess andra sidan ett i friskulptur .    
På kyrkogården har även påträffats flera runstenar varav några numera har förkommit. På 1670-talet omtalas 5 runstenar, samt att ännu flera hade funnits men vilka man 50 år tidigare låtit slå sönder .

## Den nya kyrkan
Den senare kyrkan uppfördes år 1868 i nyromansk stil, delvis av material från den gamla byggnaden, efter ritning av Albert Törnqvist. Den består av långhus med tresidigt kor och torn i väst. Kyrkorummet har kvar sin karaktär från byggnadstiden med tredingstak, altarskärm och nygotisk inredning. 

### Orgel
Orgeln, placerad på läktaren i väster, byggdes 1874 av Salomon Molander. Den dispositionsförändrades 1936, renoverades 1975 och återdisponerades och renoverades ytterligare 2004 av Tostareds Kyrkorgelfabrik. Fasaden är delvis ljudande. Instrumentet har åtta stämmor fördelade på manual och pedal.

## Bilder

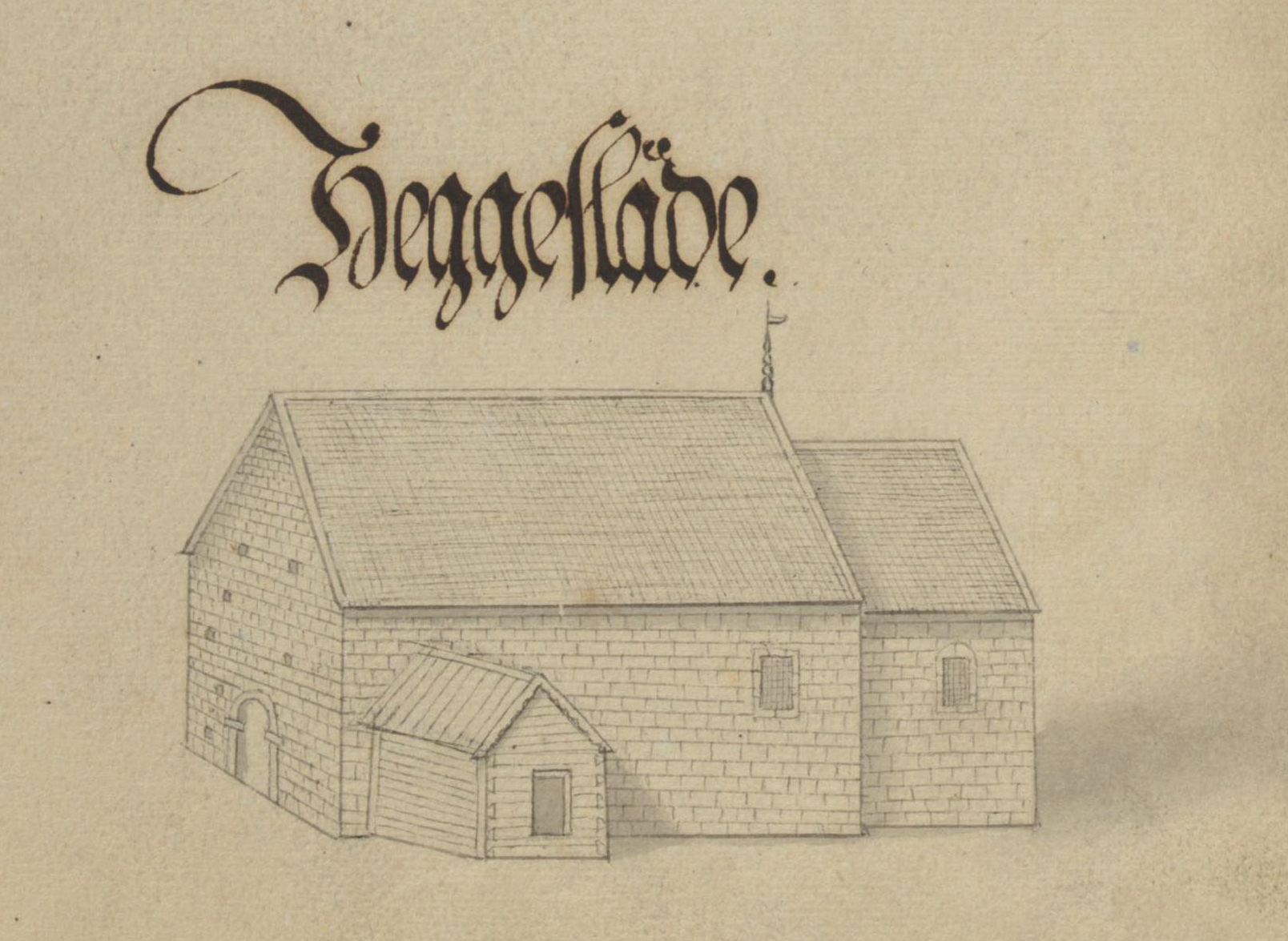
Den gamla kyrkan på teckning omkring 1670.
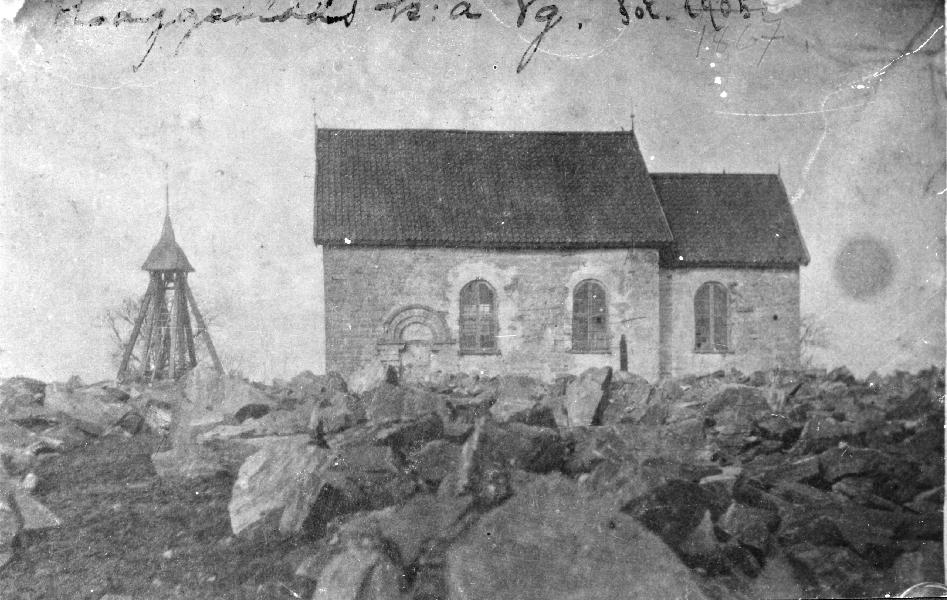
Den gamla kyrkan på tidigt foto
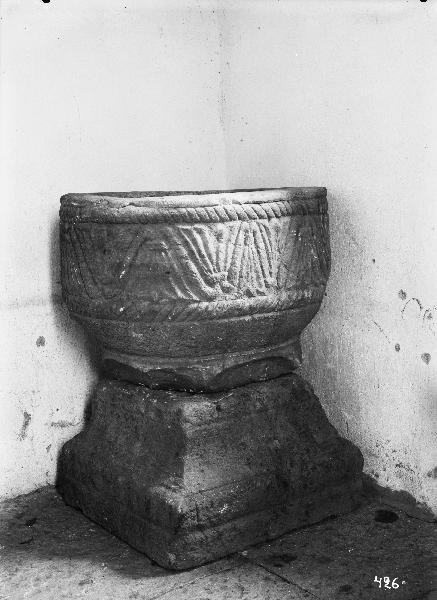
Dopfunten
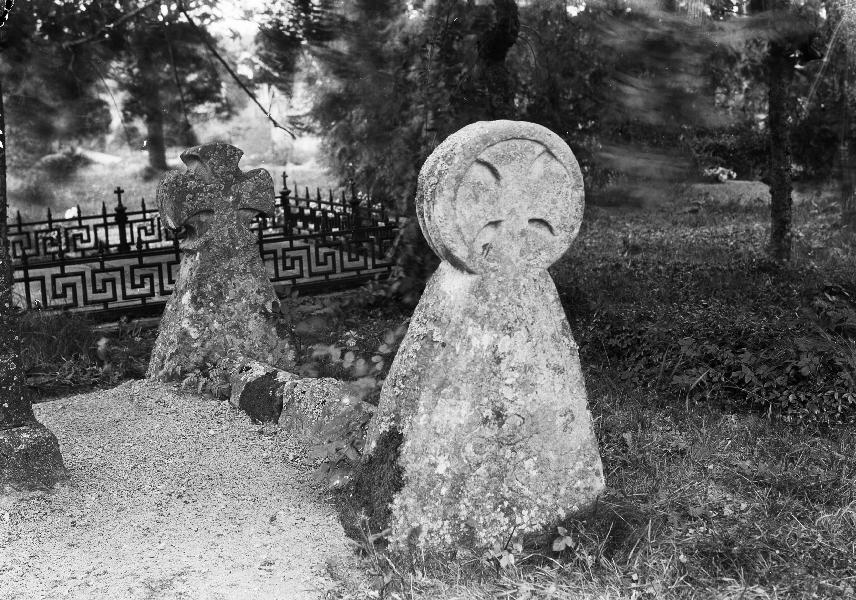
Kung Hägges grav
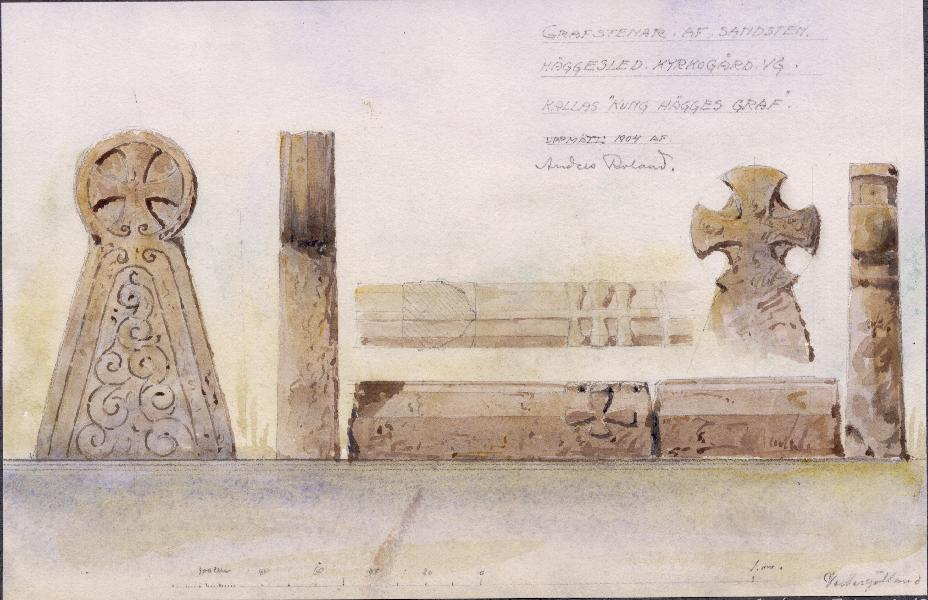
Kung Hägges grav. Teckning av Anders Roland 1904.